# Ngerusisech
Ngerusisech ist eine unbewohnte Insel von Palau.

## Geographie
Ngerusisech ist eine winzige Insel im Bereich der UNESCO-Welterbestätte Südliche Lagune der Rock Islands, (Chelbacheb-Inseln). Sie gehört zu den Ngeruktabel Islands und ist Teil eines Höhenzuges, der sich von Norden nach Rirs Bital nach Süden zieht. Sie liegt zwischen der Hauptinsel Ngeruktabel im Westen und Ngkesill im Osten, in der Lagune. Die Insel ist nur wenige ar groß.